# Джонс, Оуэн (футболист)
Джон О́уэн Джонс (англ. John Owen Chorley Jones; июль 1871 — 23 сентября 1955), также известный как Чо́рли Джонс (англ. Chorley Jones) — валлийский футболист, нападающий. Известен по выступлениям за ряд клубов из Уэльса и Англии, включая «Бангор», «Кру Александра» и «Ньютон Хит», а также за национальную сборную Уэльса.

## Клубная карьера
Уроженец Бангора, Джонс начал карьеру в местном клубе «Бангор». В октябре 1894 года перешёл в клуб Второго дивизиона «Кру Александра». Выступал за клуб на протяжении четырёх сезонов, сыграв 54 матча и забив 21 мяч.
В сезоне 1897/98 играл в клубе «Чорли», выступавшем в Ланкаширской лиге.
В мае 1898 года перешёл в клуб «Ньютон Хит» из Манчестера. Дебютировал за команду в первой игре сезона, 3 сентября 1898 года в матче Второго дивизиона против «Гейнсборо Тринити». 1 октября того же года провёл свой второй (и последний) официальный матч за «Ньютон Хит»: это была игра против «Бертон Свифтс». В октябре 1898 года был отстранён от матчей команды за «неподчинение указаниям» клуба. В 1899 году вернулся в «Бангор».
Выступал в «Бангоре» с 1899 по 1901 год, после чего играл за английские клубы «Эрлстаун» и «Стейлибридж Роверс».

### Национальная сборная
В 1901 году Джонс получил вызов в национальную сборную Уэльса на матчи домашнего чемпионата Великобритании. Дебютировал за сборную 2 марта 1901 года, сыграв на позиции правого инсайда в матче против сборной Шотландии в Рексеме. Матч завершился вничью со счётом 1:1. В следующем матче против сборной Англии, который прошёл 18 марта, Джонс не попал в состав валлийцев: тогда Гарри Пью сыграл в роли правого инсайда, а Билли Мередит провёл матч на позиции правого крайнего нападающего. Англичане одержали в той игре победу со счётом 6:0, а Стив Блумер оформил «покер» в ворота валлийцев.
23 марта Джонс вернулся в состав сборной Уэльса на последний матч домашнего чемпионата против сборной Ирландии, заменив Гарри Пью и составив с Мередитом атакующий дуэт на правом фланге. В итоге именно Джонс забил единственный гол в этой игре, обеспечив победу Уэльсу со счётом 1:0.